# Caetano da Maia
Caetano da Maia é personagem da obra Os Maias de Eça de Queirós, sendo o pai de Afonso da Maia.
A figura de Caetano da Maia aparece como símbolo do "português antigo e fiel", apoiante do Absolutismo em decadência (fiel ao Rei D. Miguel I de Portugal), "que se benzia ao nome de Robespierre, e que, na sua apatia de fidalgo beato e doente, tinha só um sentimento vivo - o horror, o ódio ao Jacobino, a quem atribuía todos os males, os da pátria e os seus, desde a perda das colónias até às crises da sua gota."
Opositor do liberalismo e intolerante com as tendências revolucionárias, Caetano da Maia expulsou o filho de casa, desterrando-o para Santa Olávia, no Douro, por este se misturar com os simpatizantes da Revolução Francesa, cujos ideais eram para ele odiosos.